# Mohamed Kacemi
Mohamed Kacemi, född 22 december 1948, är en algerisk friidrottare. Han deltog vid olympiska sommarspelen 1972.